# Distrikt San Francisco de Daguas
Der Distrikt San Francisco de Daguas liegt in der Provinz Chachapoyas in der Region Amazonas in Nord-Peru. Der Distrikt wurde am 14. Mai 1952 gegründet. Er besitzt eine Fläche von 40,5 km². Beim Zensus 2017 wurden 321 Einwohner gezählt. Im Jahr 1993 lag die Einwohnerzahl bei 283, im Jahr 2007 bei 302. Sitz der Distriktverwaltung ist die 1998 m hoch gelegene Ortschaft San Francisco de Daguas (oder Daguas). San Francisco de Daguas befindet sich 15 km östlich der Provinz- und Regionshauptstadt Chachapoyas.

## Geographische Lage
Der Distrikt San Francisco de Daguas befindet sich in der peruanischen Zentralkordillere nordostzentral in der Provinz Chachapoyas. Der Distrikt liegt am Südufer des nach Westen fließenden Río Sonche.
Der Distrikt San Francisco de Daguas grenzt im Westen an den Distrikt Chachapoyas, im Nordwesten an den Distrikt Sonche, im Nordosten, im Osten und im Südosten an den Distrikt Molinopampa sowie im Süden an den Distrikt Soloco.

## Ortschaften
Neben dem Hauptort gibt es folgende größere Ortschaften im Distrikt:
- Lolto
- Mito
- Pipus